# Jekatyerina Valerjevna Makarova
Jekatyerina Valerjevna Makarova (oroszul: Екатери́на Вале́рьевна Мака́рова; Moszkva, 1988. június 7. –) párosban olimpiai és világbajnok, négyszeres Grand Slam-tornagyőztes, korábbi világelső visszavonult orosz teniszezőnő.
2004–2020 közötti profi pályafutása során három egyéni és 15 páros WTA-tornát nyert meg, emellett három egyéni és tíz páros ITF-tornagyőzelmet szerzett. A 2016-os riói olimpián női párosban Jelena Vesznyina partnereként olimpiai bajnoki címet szerzett, és ugyanebben az évben megnyerték az év végi világbajnokságnak tekintett WTA Finals tornát is.
A Grand Slam tornákon párosban ért el nagy sikereket. Jelena Vesznyinával párt alkotva megnyerték a 2013-as Roland Garrost, a 2014-es US Opent és a 2017-es wimbledoni teniszbajnokságot. Emellett döntőt játszottak a 2014-es Australian Openen, a 2015-ös wimbledoni versenyen, a 2016-os Roland Garroson és a 2018-as Australian Openen is. Vegyes párosban is rendelkezik egy Grand Slam-trófeával, a 2012-ben a US Openen a brazil Bruno Soares párjaként lett első, és a 2010-es Australian Openen is a döntőbe jutott, de akkor nem sikerült a győzelem.
Legjobb egyéni világranglista-helyezése a nyolcadik volt, ezt 2015. április 6-án érte el, párosban 2018. június 11-én került a világranglista élére, és ott öt héten keresztül állt.
2020. január 29-én jelentette be visszavonulását a profi tenisztől.

## Grand Slam döntői

### Páros

#### Győzelmei (3)
| Év   | Torna         | Borítás | Partner          | Ellenfelek a döntőben           | Eredmény a döntőben |
| 2013 | Roland Garros | Salak   | Jelena Vesznyina | Sara Errani Roberta Vinci       | 7–5, 6–2            |
| 2014 | US Open       | Kemény  | Jelena Vesznyina | Martina Hingis Flavia Pennetta  | 2–6, 6–3, 6–2       |
| 2017 | Wimbledon     | Fű      | Jelena Vesznyina | Csan Hao-csing Monica Niculescu | 6–0, 6–0            |

#### Elveszített döntői (4)
| Év   | Torna           | Borítás | Partner          | Ellenfelek a döntőben               | Eredmény a döntőben |
| 2014 | Australian Open | Kemény  | Jelena Vesznyina | Sara Errani Roberta Vinci           | 4–6, 6–3, 5–7       |
| 2015 | Wimbledon       | Fű      | Jelena Vesznyina | Martina Hingis Szánija Mirza        | 7–5, 6–7(4), 5–7    |
| 2016 | Roland Garros   | Salak   | Jelena Vesznyina | Caroline Garcia Kristina Mladenovic | 3–6, 6–2, 4–6       |
| 2018 | Australian Open | Kemény  | Jelena Vesznyina | Babos Tímea Kristina Mladenovic     | 4–6, 3–6            |

### Vegyes páros

#### Győzelmei (1)
| Év   | Torna   | Borítás | Partner      | Ellenfelek a döntőben          | Eredmény a döntőben  |
| 2012 | US Open | Kemény  | Bruno Soares | Květa Peschke Marcin Matkowski | 6–7(8), 6–1, [12–10] |

#### Elveszített döntői (1)
| Év   | Torna           | Borítás | Partner           | Ellenfelek a döntőben     | Eredmény a döntőben |
| 2010 | Australian Open | Kemény  | Jaroslav Levinský | Cara Black Lijendar Pedzs | 3–6, 7–5, [3–10]    |

## WTA-döntői

### Egyéni

#### Győzelmei (3)
| Összesítés           |                        |
| Grand Slam-torna (0) |                        |
| Tier I (0)           | Premier Mandatory* (0) |
| Tier II (0)          | Premier Five* (0)      |
| Tier III (0)         | Premier* (1)           |
| Tier IV (0)          | International* (2)     |
| Tier V (0)           | Challenger* (0)        |

* 2009-től megváltozott a tornák rendszere. Challenger tornákat 2012-től rendeznek.
 Az egymás mellett azonos színnel jelölt tornatípusok között nincs teljes mértékű megfelelés.
| No. | Dátum              | Helyszín                        | Borítás | Ellenfél a döntőben | Eredmény a döntőben |
| 1.  | 2010. június 19.   | AEGON International, Eastbourne | Fű      | Viktorija Azaranka  | 7–6(5), 6–4         |
| 2.  | 2014. február 2.   | PTT Pattaya Open, Pattaja       | Kemény  | Karolína Plíšková   | 6–3, 7–6(7)         |
| 3.  | 2017. augusztus 6. | Citi Open, Washington           | Kemény  | Julia Görges        | 3-6, 7-6(2), 6-0    |

#### Elveszített döntői (2)
|    | Dátum          | Torna                                            | Borítás | Ellenfél a döntőben     | Eredmény a döntőben | Eredmény a döntőben |
| 1. | 2009. május 2. | Grand Prix de SAR La Princesse Lalla Meryem, Fez | Salak   | Anabel Medina Garrigues | 0–6, 1–6            |                     |
| 2. | 2009. május 9. | Estoril Open, Estoril                            | Salak   | Yanina Wickmayer        | 5–7, 2–6            |                     |

### Páros

#### Győzelmei (15)
| Összesítés           |                        |
| Grand Slam-torna (3) |                        |
| Tier I (0)           | Premier Mandatory* (3) |
| Tier II (0)          | Premier Five* (4)      |
| Tier III (0)         | Premier* (2)           |
| Tier IV (0)          | International* (1)     |
| Tier V (0)           | Challenger* (0)        |
| WTA Finals (1)       |                        |
| Olimpia (1)          |                        |

* 2009-től megváltozott a tornák rendszere.
 Az egymás mellett azonos színnel jelölt tornatípusok között nincs teljes mértékű megfelelés.
|     | Dátum               | Torna                                                                | Borítás    | Partner              | Ellenfelek a döntőben                      | Eredmény a döntőben | Eredmény a döntőben |
| 1.  | 2009. május 2.      | Grand Prix de SAR La Princesse Lalla Meryem, Fez                     | Salak      | Alisza Klejbanova    | Sorana Cîrstea Anasztaszija Pavljucsenkova | 6–3, 2–6, [10–8]    |                     |
| 2.  | 2012. október 6.    | China Open, Peking                                                   | Kemény     | Jelena Vesznyina     | Nuria Llagostera Vives Szánija Mirza       | 7–5, 7–5            | (részletek)         |
| 3.  | 2012. október 21.   | Kreml Kupa, Moszkva                                                  | Kemény (f) | Jelena Vesznyina     | Marija Kirilenko Nagyja Petrova            | 6–3, 1–6, [10–8]    | (részletek)         |
| 4.  | 2013. március 16.   | BNP Paribas Open, Indian Wells                                       | Kemény     | Jelena Vesznyina     | Nagyja Petrova Katarina Srebotnik          | 6–0, 5–7, [10–6]    |                     |
| 5.  | 2013. június 9.     | Roland Garros, Párizs                                                | Salak      | Jelena Vesznyina     | Sara Errani Roberta Vinci                  | 7–5, 6–2            | (részletek)         |
| 6.  | 2014. szeptember 6. | US Open, New York                                                    | Kemény     | Jelena Vesznyina     | Martina Hingis Flavia Pennetta             | 2–6, 6–3, 6–2       | részletek           |
| 7.  | 2016. július 31.    | Rogers Cup, Montréal, Kanada                                         | Kemény     | Jelena Vesznyina     | Simona Halep Monica Niculescu              | 6–3, 7–6(5)         |                     |
| 8.  | 2016. augusztus 14. | 2016. évi nyári olimpia, Rio de Janeiro, Brazília                    | Kemény     | Jelena Vesznyina     | Bacsinszky Tímea Martina Hingis            | 6–4, 6–4            | részletek           |
| 9.  | 2016. október 30.   | WTA Finals, Szingapúr                                                | Kemény (f) | Jelena Vesznyina     | Bethanie Mattek-Sands Lucie Šafářová       | 7–6(5), 6–3         | részletek           |
| 10. | 2017. február 25.   | Dubai Duty Free Tennis Championships, Dubaj, Egyesült Arab Emírségek | Kemény     | Jelena Vesznyina     | Andrea Hlaváčková Peng Suaj                | 6–2, 4–6, [10–7]    |                     |
| 11. | 2017. július 15.    | Wimbledon, London                                                    | Fű         | Jelena Vesznyina     | Csan Hao-csing Monica Niculescu            | 6–0, 6–0            | részletek           |
| 12. | 2017. augusztus 13. | Rogers Cup, Montréal, Kanada                                         | Kemény     | Jelena Vesznyina     | Anna-Lena Grönefeld Květa Peschke          | 6–0, 6–4            |                     |
| 13. | 2018. május 12.     | Mutua Madrid Open, Madrid, Spanyolország                             | Kemény     | Jelena Vesznyina     | Babos Tímea Kristina Mladenovic            | 2–6, 6–4, [10–8]    |                     |
| 14. | 2018. augusztus 19. | Western & Southern Open, Cincinnati, Egyesült Államok                | Kemény     | Lucie Hradecká       | Elise Mertens Demi Schuurs                 | 6–2, 7–5            |                     |
| 15. | 2019. február 3.    | St. Petersburg Ladies Trophy, Szentpétervár, Oroszország             | Kemény (f) | Margarita Gaszparjan | Anna Kalinszkaja Viktória Kužmová          | 7–5, 7–5            |                     |

#### Elveszített döntői (21)
|     | Dátum               | Torna                                            | Borítás    | Partner           | Ellenfelek a döntőben                          | Eredmény a döntőben | Eredmény a döntőben |
| 1.  | 2008. május 4.      | Grand Prix de SAR La Princesse Lalla Meryem, Fez | Salak      | Alisza Klejbanova | Sorana Cîrstea Marija Kirilenko                | 2–6, 2–6            |                     |
| 2.  | 2008. július 27.    | Banka Koper Slovenia Open, Portorož              | Kemény     | Vera Dusevina     | Anabel Medina Garrigues Virginia Ruano Pascual | 4–6, 1–6            |                     |
| 3.  | 2009. október 10.   | China Open, Peking                               | Kemény     | Alla Kudrjavceva  | Hszie Su-vej Peng Suaj                         | 3–6, 1–6            |                     |
| 4.  | 2011. február 13.   | Open GDF Suez, Párizs                            | Kemény (f) | Vera Dusevina     | Bethanie Mattek-Sands Meghann Shaughnessy      | 4–6, 2–6            |                     |
| 5.  | 2011. október 25.   | BGL Luxembourg Open, Luxembourg                  | Kmeény (f) | Lucie Hradecká    | Iveta Benešová Barbora Strýcová                | 5–7, 3–6            |                     |
| 6.  | 2012. május 12.     | Mutua Madrid Open, Madrid                        | Kék salak  | Jelena Vesznyina  | Sara Errani Roberta Vinci                      | 1–6, 6–3, [4–10]    | (részletek)         |
| 7.  | 2012. május 20.     | Internazionali BNL d’Italia, Róma                | Salak      | Jelena Vesznyina  | Sara Errani Roberta Vinci                      | 2–6, 5–7            | (részletek)         |
| 8.  | 2013. október 27.   | WTA Finals, Isztambul                            | Kemény (f) | Jelena Vesznyina  | Hszie Su-vej Peng Suaj                         | 4–6, 5–7            |                     |
| 9.  | 2014. január 24.    | Australian Open, Melbourne                       | Kemény     | Jelena Vesznyina  | Sara Errani Roberta Vinci                      | 4–6, 6–3, 5–7       | (részletek)         |
| 10. | 2014. március 30.   | Sony Ericsson Open, Miami                        | Kemény     | Jelena Vesznyina  | Martina Hingis Sabine Lisicki                  | 6–4, 4–6, [5–10]    |                     |
| 11. | 2015. március 21.   | BNP Paribas Open, Indian Wells                   | Kemény     | Jelena Vesznyina  | Martina Hingis Szánija Mirza                   | 3–6, 4–6            |                     |
| 12. | 2015. április 5.    | Sony Ericsson Open, Miami                        | Kemény     | Jelena Vesznyina  | Martina Hingis Szánija Mirza                   | 5–7, 1–6            |                     |
| 13. | 2015. július 11.    | Wimbledoni teniszbajnokság, Wimbledon            | Kemény     | Jelena Vesznyina  | Martina Hingis Szánija Mirza                   | 7–5, 6–7(4), 5–7    | (részletek)         |
| 14. | 2016. május 15.     | Internazionali BNL d’Italia, Róma                | Salak      | Jelena Vesznyina  | Martina Hingis Szánija Mirza                   | 1–6, 7–6(5), [3–10] |                     |
| 15. | 2016. június 5.     | Roland Garros, Párizs                            | Salak      | Jelena Vesznyina  | Caroline Garcia Kristina Mladenovic            | 3–6, 6–2, 4–6       | (részletek)         |
| 16. | 2017. január 7.     | Brisbane International, Brisbane                 | Kemény     | Jelena Vesznyina  | Bethanie Mattek-Sands Szánija Mirza            | 2–6, 3–6            |                     |
| 17. | 2017. május 21.     | Internazionali BNL d'Italia, Róma                | Kemény     | Jelena Vesznyina  | Csan Jung-zsan Martina Hingis                  | 5–7, 6–7(4)         |                     |
| 18. | 2018. január 26.    | Australian Open, Melbourne                       | Kemény     | Jelena Vesznyina  | Babos Tímea Kristina Mladenovic                | 4–6, 3–6            | (részletek)         |
| 19. | 2018. március 17.   | BNP Paribas Open, Indian Wells                   | Kemény     | Jelena Vesznyina  | Hszie Su-vej Barbora Strýcová                  | 4–6, 4–6            |                     |
| 20. | 2018. augusztus 12. | Canadian Open, Montréal                          | Kemény     | Latisha Chan      | Ashleigh Barty Demi Schuurs                    | 6–4, 3–6, [8–10]    |                     |
| 21. | 2019. február 23.   | Dubai Duty Free Tennis Championships, Dubaj      | Kemény     | Lucie Hradecká    | Hszie Su-vej Barbora Strýcová                  | 4–6, 4–6            |                     |

## Eredményei Grand Slam-tornákon

### Egyéniben
| Grand Slam | Australian Open | Australian Open    | Roland Garros  | Roland Garros           | Wimbledon      | Wimbledon            | US Open        | US Open              |
| Év         | Eredmény        | Utolsó ellenfél    | Eredmény       | Utolsó ellenfél         | Eredmény       | Utolsó ellenfél      | Eredmény       | Utolsó ellenfél      |
| 2005       | –               | –                  | –              | –                       | –              | –                    | Selejtező (Q2) | Selejtező (Q2)       |
| 2006       | –               | –                  | –              | –                       | –              | –                    | –              | –                    |
| 2007       | –               | –                  | Selejtező (Q2) | Selejtező (Q2)          | Selejtező (Q3) | Selejtező (Q3)       | 3. kör         | Justine Henin        |
| 2008       | 3. kör          | Nagyja Petrova     | 2. kör         | Katarina Srebotnik      | 1. kör         | Alla Kudrjavceva     | 3. kör         | Li Na                |
| 2009       | 2. kör          | Gyinara Szafina    | 1. kör         | Anabel Medina Garrigues | 2. kör         | Carla Suárez Navarro | 1. kör         | Gisela Dulko         |
| 2010       | 2. kör          | Sara Errani        | 1. kör         | Anastasia Rodionova     | 2. kör         | Venus Williams       | 1. kör         | Ana Ivanović         |
| 2011       | 4. kör          | Kim Clijsters      | 4. kör         | Viktorija Azaranka      | 1. kör         | Christina McHale     | 1. kör         | Marija Kirilenko     |
| 2012       | Negyeddöntő     | Marija Sarapova    | 1. kör         | Sloane Stephens         | 2. kör         | Angelique Kerber     | 3. kör         | Serena Williams      |
| 2013       | Negyeddöntő     | Marija Sarapova    | 1. kör         | Szvetlana Kuznyecova    | 3. kör         | Petra Kvitová        | Negyeddöntő    | Li Na                |
| 2014       | 4. kör          | Li Na              | 3. kör         | Sloane Stephens         | Negyeddöntő    | Lucie Šafářová       | Elődöntő       | Serena Williams      |
| 2015       | Elődöntő        | Marija Sarapova    | 4. kör         | Ana Ivanović            | 2. kör         | Magdaléna Rybáriková | 4. kör         | Kristina Mladenovic  |
| 2016       | 4. kör          | Konta Johanna      | 2. kör         | Yanina Wickmayer        | 4. kör         | Jelena Vesznyina     | 1. kör         | Serena Williams      |
| 2017       | 4. kör          | Konta Johanna      | 2. kör         | Leszja Curenko          | 2. kör         | Sz Kuznyecova        | 3. kör         | C Suárez Navarro     |
| 2018       | 1. kör          | Irina-Camelia Begu | 2. kör         | Barbora Strýcová        | 4. kör         | Camila Giorgi        | 3. kör         | Anastasija Sevastova |
| 2019       | 1. kör          | Katie Boulter      | –              | –                       | –              | –                    | –              | –                    |

### Párosban
| Grand Slam | Australian Open            | Australian Open                       | Roland Garros            | Roland Garros                       | Wimbledon                 | Wimbledon                            | US Open                    | US Open                                |
| Év         | Eredmény Partner           | Utolsó ellenfél                       | Eredmény Partner         | Utolsó ellenfél                     | Eredmény Partner          | Utolsó ellenfél                      | Eredmény Partner           | Utolsó ellenfél                        |
| 2008       | –                          | –                                     | 2. kör A. Klejbanova     | Cara Black Liezel Huber             | Negyeddöntő Selima Sfar   | Lisa Raymond Samantha Stosur         | 2. kör A. Klejbanova       | A. Bondarenko K. Bondarenko            |
| 2009       | 2. kör A. Kudrjavceva      | Casey Dellacqua Francesca Schiavone   | 2. kör A. Parra Santonja | Daniela Hantuchová Szugijama Ai     | Negyeddöntő A. Klejbanova | A. Medina Garrigues V. Ruano Pascual | Elődöntő A. Klejbanova     | Serena Williams Venus Williams         |
| 2010       | 2. kör A. Kudrjavceva      | Csan Jung-zsan Monica Niculescu       | 2. kör Vera Dusevina     | A. Bondarenko K. Bondarenko         | 2. kör Vera Dusevina      | Jelena Janković Chanelle Scheepers   | 2. kör A. Klejbanova       | Polona Hercog Petra Martić             |
| 2011       | 1. kör Vera Dusevina       | A. Klejbanova Anabel Medina Garrigues | 1. kör Vera Dusevina     | Szánija Mirza J. Vesznyina          | 3. kör Vera Dusevina      | Nagyja Petrova Anastasia Rodionova   | 3. kör A. Kudrjavceva      | Daniela Hantuchová Agnieszka Radwańska |
| 2012       | Negyeddöntő A. Kudrjavceva | Sara Errani Roberta Vinci             | Negyeddöntő J. Vesznyina | Sara Errani Roberta Vinci           | Negyeddöntő J. Vesznyina  | Liezel Huber Lisa Raymond            | 3. kör J. Vesznyina        | Sabine Lisicki Peng Suaj               |
| 2013       | Elődöntő J. Vesznyina      | Sara Errani Roberta Vinci             | Győzelem J. Vesznyina    | Sara Errani Roberta Vinci           | 3. kör J. Vesznyina       | Jelena Janković M. Lučić-Baroni      | Negyeddöntő J. Vesznyina   | Ashleigh Barty Casey Dellacqua         |
| 2014       | Döntő J. Vesznyina         | Sara Errani Roberta Vinci             | 2. kör J. Vesznyina      | Julie Coin Pauline Parmentier       | 3. kör J. Vesznyina       | Julia Görges A-L. Grönefeld          | Győzelem J. Vesznyina      | Martina Hingis Flavia Pennetta         |
| 2015       | Negyeddöntő J. Vesznyina   | B. Mattek-Sands Lucie Šafářová        | Elődöntő J. Vesznyina    | Casey Dellacqua J. Svedova          | Döntő J. Vesznyina        | Martina Hingis Szánija Mirza         | –                          | –                                      |
| 2016       | –                          | –                                     | Döntő J. Vesznyina       | Caroline Garcia Kristina Mladenovic | Negyeddöntő J. Vesznyina  | Serena Williams Venus Williams       | Elődöntő J. Vesznyina      | B Mattek-Sands Lucie Šafářová          |
| 2017       | Negyeddöntő J. Vesznyina   | Andrea Hlaváčková Peng Suaj           | Negyeddöntő J. Vesznyina | Lucie Hradecká Kateřina Siniaková   | Győzelem J. Vesznyina     | Csan Hao-csing Monica Niculescu      | 3. kör J. Vesznyina        | Andreja Klepač MJ Martínez Sánchez     |
| 2018       | Döntő J. Vesznyina         | Babos Tímea Kristina Mladenovic       | 1. kör Anna Kalinszkaja  | Jennifer Brady Vania King           | 2. kör Vera Zvonarjova    | Elise Mertens Demi Schuurs           | Negyeddöntő Lucie Hradecká | Babos Tímea Kristina Mladenovic        |
| 2019       | 2. kör Lucie Hradecká      | Irina Bara Monica Niculescu           | –                        | –                                   | –                         | –                                    | –                          | –                                      |

## Év végi világranglista-helyezései
| Év     | 2003 | 2004 | 2005 | 2006 | 2007 | 2008 | 2009 | 2010 | 2011 | 2012 | 2013 | 2014 | 2015 | 2016 | 2017 | 2018 | 2019 |
| Egyéni |      | 381. | 258. | 264. | 108. | 48.  | 60.  | 50.  | 52.  | 20.  | 24.  | 12.  | 23.  | 30.  | 33.  | 59.  | 988. |
| Páros  | 766. | 448. | 248. | 140. | 151. | 62.  | 20.  | 72.  | 51.  | 11.  | 7.   | 7.   | 10.  | 8.   | 3.   | 6.   | 76.  |

## Díjai, elismerései
- Az év junior lánycsapata (2005)[2]
- Az év csapata (2008) (az orosz Fed-kupa válogatott)
- Az év csapata (2009) (a Universiadén részt vett orosz válogatott)
- Az év orosz teniszpárosa (2013)[3] (Jelena Vesznyinával)
- WTA: Az év kedvenc párosa (szurkolói díj) (2013)[4] (Jelena Vesznyinával)
- Az év orosz teniszpárosa (2014)[5] (Jelena Vesznyinával)